# Spanakopita

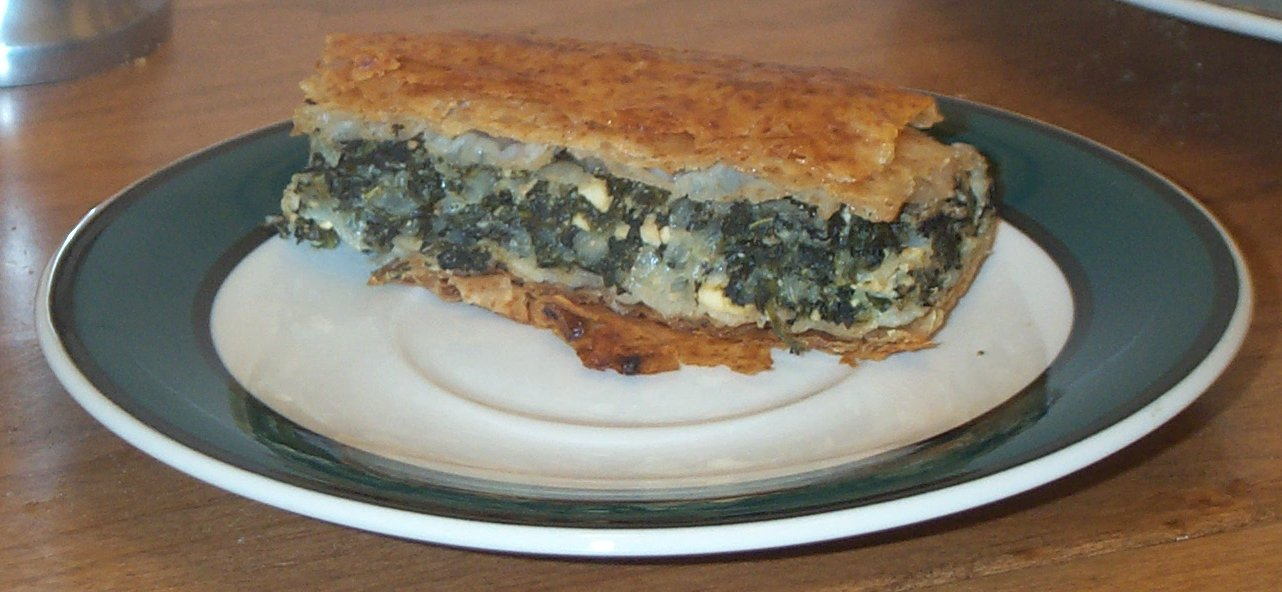
Spanakópita

Spanakopita (Grieks: σπανακόπιτα, van het Griekse σπανάκι, spanaki, 'spinazie', en πίτα, pitta, 'taart') is een Griekse spinazietaart die vaak als bijgerecht wordt geserveerd. Met de opkomst van de vele ouzeria en/of mezzebars werd er ook een kleinere variant verkrijgbaar, meestal onder de naam bourekia. De grote spanakopita wordt meestal in grote vuurvaste schalen gemaakt met spinazie, fetakaas, eieren en soms ook een beetje dille en ui. De kleinere versie wordt in bladerdeeg gewikkeld en als driehoekje aangeboden.